# Черкаське хімволокно
Черка́ське хімволокно́ — відкрите акціонерне товариство, колишнє підприємство хімічної промисловості, розташоване у місті Черкаси.

## Історія
Будівництво заводу розпочалося 1956 року, першу продукцію почали випускати 1961 року. У жовтні 1962 введено в дію першу чергу заводу на повний цикл, останню чергу введено в дію 1970 року. 1971 року підприємство було нагороджено Орденом Трудового Червоного Прапора. 1982 року на базі заводу утворено Черкаське виробниче об'єднання «Хімволокно».
У 1990-ті роки підприємство потерпало від економічної кризи, і 2008 року завод був закритий. На сьогодні у колишній структурі ВАТ «Черкаське хімволокно» продовжує працювати лише його відокремлений підрозділ — Черкаська ТЕЦ. 2013 року 75 % акцій «Черкаського хімволокна» придбала київська компанія «ТехНова» у компанії з Кіпру Oriposto Holdings Limited (11,977 %), Zondrioti Holdings Limited (19,00007 %), Marettimo Holdings Limited (22,4379 %) та Pevoz Enterprises Limited (21,58486 %). Дозвіл на це дав Антимонопольний комітет України у січні 2013 року. 10,29 % акцій компанії належать швейцарській компанії BT Bautex AG.
Після закриття заводу хімічних волокон, його цехи були переобладнані під торговельні центри «Екватор» та «Караван». У кінці 2013 року ці торгово-розважальні центри були закриті, а на території колишнього заводу планується збудувати кондитерську фабрику «Рошен».

## Потужності і продукція
Станом на 1983 рік у складі об'єднання було 3 виробництва, 29 цехів, в тому числі 2 хімічних, електроцех, контрольно-вимірювальних приладів та автоматики, приготування обробних розчинів та аміачно-компресорний. На підприємстві було впроваджено систему очищення вентиляційних викидів і біологічне очищення віскозних стоків.
Завод виробляв віскозну, текстильну нитку, целюлозну плівку, сульфат натрію, товари народного споживання тощо. За останніми даними завод був єдиним в Україні підприємством з випуску віскозної нитки, яка за якістю не поступалась іноземним аналогам. Підтвердженням цього був 100 % експорт продукції. Завод мав потужність з випуску віскозної нитки 17,6 тисяч тон за рік, яка мала такі характеристики — 44-560 Дтекс (40-500 деньє).